# Chave (biologia)
Em biologia, uma chave de identificação consiste em uma ferramenta ( impressa ou acessada a partir de plataformas digitais) que auxilia na identificação de taxa pertencentes a um grupo de organismos, geralmente numa determinada região geográfica ou ecológica. Tradicionalmente as chaves mais utilizadas para a identificação dos organismos são as chamadas chaves dicotômicas, porém outros tipos de chaves ( de múltiplas entradas e pictóricas) são utilizadas com menor frequência.

## Chaves dicotômicas
Nas chaves dicotômicas (também denominadas de chaves de acesso único ou única entrada), uma sequência fixa de alternativas deve ser seguida, onde várias etapas (que incluem um ou mais caracteres) apresentam duas opções contrastantes (estados de caracteres). Com isso, apenas uma única série de escolhas resulta em uma identificação correta. Logo para cada táxon existe uma sequência de passos específica.

## Chaves de múltiplas entradas
Nas chaves de identificação de múltiplas entradas ( ou múltiplo acesso) a sequência de alternativas não é fixa, sendo escolhida pelo próprio usuário, que pode escolher os caracteres a partir de uma lista de opções que estejam disponíveis na chave. Um exemplo desses tipos de chaves são as chaves interativas, que são chaves informatizadas, normalmente disponíveis em plataformas online.